# ガールズケイリン
- 競技 > 競走 > 競輪 > ガールズケイリン
- 賭博(ギャンブル) > スポーツ賭博 > 競輪 > ガールズケイリン

ガールズケイリン（GIRLS KEIRIN）とは、女性の競輪選手による競輪として、2012年7月1日から復活した女子競輪（じょしけいりん）の正式な愛称である。
本項では、かつて競輪の創生期に実施されていた昭和期の女子競輪についても記述する。

## 概要
かつて、1949年（昭和24年）から1964年（昭和39年）まで、女性の競輪選手による競走として「女子競輪」が存在したが、「#昭和期の女子競輪」で後述の通り、人気面の低落などから長続きせず、僅か15年で廃止となった。廃止以後、女子競輪はしばらくの間、競輪界では黒歴史扱いされてきた。
- 昭和期に行われていた女子競輪の詳細については、こちらを参照のこと。

だが、1980年代に競艇が女子レース（レディース競走）を新たな起爆剤とするべく女子選手の大量養成に踏み切り、なおかつ一定の人気を博すようになった影響を受ける形で、競輪界においても幾度となく女子競輪復活の話が持ち上がった。また、橋本聖子や大菅小百合による夏冬両オリンピック出場も、女子競輪復活への契機へと繋がった。
2005年に日本自転車振興会（当時）会長に就任した下重暁子が、就任当初より女子競輪の復活に意欲を見せ、これを受けて2008年から2011年まで各地の競輪場で日本の女子自転車競技選手を集結させてケイリンのエキシビションとして実施させた。2010年9月30日、日本自転車振興会の後継統括団体であるJKAが、女子競輪の実施概要を明らかにしたことで、復活が事実上決定。2011年4月より合格者を日本競輪学校（当時。現名称は日本競輪選手養成所）に入校させて1年間の訓練を経た後、2012年7月より「ガールズケイリン」として48年ぶりに正式に復活させることになった。
復活したガールズケイリンは、レース形態は男子のA級3班のみで行うチャレンジレースと同じく最大7車立てで行うこととなったため、投票券の発売は枠連・枠単の2賭式は扱わない5賭式となった。そして2012年7月1日、平塚競輪場にて女子1期生となる102期生33名のうち14名によりレースが行われ、昭和期の女子競輪が廃止されてから48年ぶりに女子のレースが復活した。以後、毎年20名程度の新人選手がデビューしているが、2014年後期（7月 - 12月）より男子選手同様に登録審査制度（いわゆる『代謝制度』）が導入された ことにより、2015年後期末以降、各期（半年）ごとに対象となった2〜3名が競走成績不良によるあっせん保留となり強制的に引退させられている。
ガールズケイリンが10周年を迎えた2022年、選手側からレース体系などを男子と同様にしてほしいと改善を望む声が出ていたほか、経済産業相の諮問機関・産業構造審議会において、発足当初からのガールズケイリンのキャッチコピー「顔より太もも。」がジェンダーの観点から不適切ではないかという意見が出たことなどを受けて、ガールズケイリン『リブランディング』と題し、ビッグレースの創設やグレード制の導入、新コンセプト『プロスポーツ競技のまんなかへ』の導入、新ロゴ・新ユニフォームの導入など、大きな変化が見られた。
2025年4月1日時点では、102期生16名、104期生10名、106期生6名、108期生11名、110期生17名、112期生13名、114期生16名、116期18名、118期17名、120期15名、122期生17名、124期22名、126期19名、128期（新人）20名とで計217名が選手として登録されている。他にも、短期登録制度により毎年数名の外国人選手を登録し概ね2〜3か月かけて各地の競走に参加させている。

## ガールズケイリン（エキシビション）
21世紀に入り、弥彦競輪場における「すぴRITS」や、松戸競輪場における「LOVE9」、小倉競輪場における「SUN FLOWERS（後のスペースエンジェルズ）」といったユニットによる模擬レースとは異なり、「レディース・ケイリン」と題して女子競輪が行われた。しかし、これは主に地元で集められた女子選手による模擬レースであり、ファンサービスとしてのアトラクションの一部のため、実際に同レースは車券発売の対象とはなっていない。
また、上記「レディース・ケイリン」とは別に、佃咲江と和田見里美の2人が北京オリンピックに出場したことを契機に、女子自転車選手の強化の一環として、2008年からエキシビションとして「ガールズケイリン」が行われた。これには世界選手権自転車競技大会やUCIトラックワールドカップクラシックスへの出場がままならない、日本の女子自転車競技界の底上げという狙いがある。加えて2012年開催のロンドンオリンピックでは女子ケイリンも正式種目として採用されることが決まり、オリンピックを睨んだ強化策の一環という意味合いもあった。
そして、この頃から水面下では女子競輪の復活が関係団体において議論されており、本格実施に向けた試行としての意味合いが大きかった。

### 2008年
2008年に佃咲江、和田見里美の2人が北京オリンピックに出場したことを契機に、女子自転車選手の強化の一環という意味合いにより実現。2008年7月から9月まで、「サマービーナスシリーズ」と題して3戦行なわれた。石井寛子が3戦中2戦、岡希美が同1戦優勝。

### 2009年
2009年には1月から3月まで「2009 Venus Series」と銘打って、全6戦で各地の競輪場で行なわれた。このシリーズに先立ち、サマービーナスシリーズよりも中身の濃いレース内容を目指すべく、合宿も6回行なわれた。競技規則は、国際自転車競技連合（UCI）が定めるケイリンのルールで行なわれ（※すなわち現行のガールズケイリンとも異なる）、1日で予選と決勝を行なった。
優勝者は次の通り。
- 第1戦 京王閣 - 石井寛子
- 第2戦 立川 - 石井寛子
- 第3戦 高松 - 岡希美
- 第4戦 千葉 - 石井寛子
- 第5戦 松山 - 石井寛子
- 第6戦 名古屋 - 石井寛子

### 2010年
2010年も2009年同様、1月から3月まで全6戦行われた。同年シリーズ戦では第2、第6戦において、外国人選手の参加も見られた。優勝者は次の通り。
- 第1戦 立川 - 篠崎新純
- 第2戦 小倉 - 石井寛子
- 第3戦 奈良 - 前田佳代乃
- 第4戦 玉野 - 前田佳代乃
- 第5戦 岸和田 - 石井寛子
- 第6戦 平 - 石井寛子

### 2010年 - 2011年
第4弾となるシリーズが下記の通り行なわれた。
- 第1戦 京王閣 - 石井寛子
- 第2戦 小倉 - 加瀬加奈子
- 第3戦 立川 - 石井寛子
- 第4戦 高松 - 前田佳代乃
- 第5戦 岸和田 - 中止

## ガールズケイリン

### 女子競輪の復活決定
現在では世界自転車選手権において2002年よりケイリン女子が実施されていることや、オリンピック種目としてのケイリン女子正式採用をにらみ、昨今の競輪の売り上げ低迷打開策の一環として、2009年11月にJKAより2012年3月から女子競輪の開催を復活させることが発表された。

### ガールズケイリンの要項と育成
JKAは当初のスケジュールとして、2010年5月に女子1回生となる日本競輪学校（当時）入学者（定員35名）を募集し、合格者は2011年1月から12月まで同校で養成され、2012年3月にデビューの予定としていたが、競輪場廃止に起因する男子選手の応募要綱変更などがあったため正式の発表がずれこみ、2010年9月30日の記者会見でようやく女子選手の応募要綱等が発表された。
その後の発表で女子選手の募集および養成は、2011年4月に日本競輪学校（当時）へ入学する日程で試験などが実施され、2012年7月のデビューで女子競輪を開始するスケジュールとなり、2011年2月25日に1次・2次にわたった日本競輪学校（当時）入学試験の合格者が発表され、18歳から48歳（当時）の36人が合格した。また復活する女子競輪の愛称は公募されたものの、結局はエキシビションで行われたレースと同称の「GIRL'S KEIRIN（ガールズケイリン）」とすることが発表された。
2011年5月9日にガールズケイリン1期生となる35人（1人は入学辞退）が日本競輪学校（当時）に102期生徒として入学し、2012年3月22日に卒業レースが行われ24日に33名が卒業した（1人は退学処分、1人は停学処分・留年）。そして5月1日をもって正式に日本競輪学校（当時）を卒業した33名が競輪選手（当時の格付けはA級2班）として登録された。
ガールズケイリンのロゴとユニフォーム（初代）については、東京芸術大学の長濱雅彦教授（2011年当時は准教授）がデザインしたものが採用された（ユニフォームについての詳細はユニフォームも参照）。

### 2012年7月以降
2012年7月1日、雨模様の平塚競輪場。第6レースの発走時刻である17時18分。昭和期の女子競輪の廃止から48年後、「ガールズケイリン」として女子競輪が復活した瞬間であった。オープニングレースとなった第6レースは地元の中山麗敏が捲りで勝利を挙げるとスタンドからは大声援とともに拍手が起こった。続く第7レースでは落車のアクシデントもあったが加瀬加奈子が逃げ切って人気に応え、スタンドはさらに湧いた。この日、ガールズケイリンの売上目標は3000万円であったが、結果は目標を大幅に超え9859万円の売り上げがあった。
2013年から2019年までは、毎年（2015年度を除く）短期登録選手制度により来日した外国人女子選手4 - 5名が、約2か月間ガールズケイリンに参戦している。
1開催につき女子は基本的に2個レース（14選手）のみだが、2014年には3概定番組の「オールガールズシリーズ（AG）」も一部で実施された。2015年には1概定番組（優勝者は3名でなく1名）に変更され、2016年には同じく女子6個レース（42選手）が組み込まれた形での開催が「ガールズドリームトーナメント」という名称で行われた。
2018年4月26日 - 29日開催の函館競輪「GIIIナイター　スターライトクラウン」では、毎日3レースがガールズケイリン「FII　スターライトティアラ」として行われ、ガールズケイリンとしては初めて4日間開催が行われた。
2020年より、新人選手のPRを兼ねて、新人戦『競輪ルーキーシリーズ』がスタートした。118期以降は、まずは毎年4月末から6月にかけて行われるこの『競輪ルーキーシリーズ20xx』（3〜4場所で開催）がデビュー戦となる。この新人戦における成績を基に競走得点が算出され、7月以降となる下期開催から先輩選手と対戦していくことになる。118期以降は原則として新人戦がデビュー戦となることから、メディアではルーキーシリーズ後に最初に出走するレースを「本格デビュー」と呼んで区別している（養成所早期卒業者は上期期初となる1月以降に即本格デビューとなる）。また2022年より、男子では先行して実施していた、ルーキーシリーズ成績上位者による一発勝負『競輪ルーキーシリーズ20xxプラス』を実施している（2025年より女子オールスター競輪最終日に実施）。
2022年は、5月26日 - 28日の伊東FII（ミッドナイト）にて、ミッドナイト競輪では初となるガールズ4個レース（2個レース×2）を実施した。また、ガールズケイリン開始10周年を記念して、6月29日〜7月1日にかけて平塚競輪場にて全12レースをガールズケイリンとする「ALL GIRL'S 10th Anniversary」（82名参加。トーナメント方式による6個レース×2）を、9月19日の共同通信社杯競輪最終日に名古屋競輪場にて企画単発レース「ティアラカップ」（歴代のガールズグランプリ覇者を中心に、当年4月〜6月の平均競走得点上位者から順次選抜）を、それぞれ実施した。そして、12月31日より、新ユニフォーム導入とともに、『'』を削除した現在のロゴ（GIRLS KEIRIN）となった。
2023年からは、ガールズケイリンでもGIレースが3つ創設され、6月13日からの第74回高松宮記念杯競輪前半3日間において、ガールズケイリン初のGI『パールカップ』が開催された。さらに2025年からは、前年（2024年）まで実施のガールズケイリンフェスティバルを発展的解消し、女子オールスター競輪とを統合し女子オールスター競輪を4つめのGIとして格上げする。
2024年6月26日、それまでTIPSTAR DOME CHIBAを除き全国で唯一ガールズケイリンの開催実績がなかった小松島競輪場でガールズケイリンを初開催。これ以降、全国全ての競輪場でガールズケイリンが開催されている。

### ガールズケイリン選手になるには
ガールズケイリン選手になるには、男子の競輪選手と同じく、基本的に毎年12月（各年度の第1回）ないし翌年2月または3月（同第2回）に実施される、国家試験である競輪選手資格検定（以下、資格検定）に合格しなければならない。ただ、資格検定の制度が導入されて以降、養成所に入所せず資格検定の受験だけで競輪選手になった者は（男子も含めて）おらず、ガールズケイリン選手になるためには、まず養成所の入所試験に合格し、同所にて教育・訓練を受けることが大前提となっている。養成所の入所試験の志願者数は例年50〜60名ほどであり、また例年合格者数は20名（年次によっては21名となることもある）であることから、養成所入所試験の合格倍率は例年約3倍程度である（ちなみに男子は約6倍程度である）。
全国各地にある日本競輪選手会のいずれかの支部に所属することを前提に、資格検定に合格すれば養成所を卒業となり、養成所卒業式当日ないし翌日付けで正式にJKAによりガールズケイリン選手として登録される。現在は4月末から6月にかけて行われる新人戦『競輪ルーキーシリーズ』がデビュー戦であり、下期期初となる7月以降に先輩選手に混じって本格デビューすることとなっている。なお、養成所在所中に養成所が定める早期卒業要件を全て満たした上で、候補生自らが早期卒業を希望する意思表示を行った場合は12月の第1回資格検定を受験することができ、かつその資格検定にも合格することを条件に、養成所を年内で早期卒業し通常より早く翌年1月よりデビューすることも可能となっているが、女子においては早期卒業要件が男子より厳しいこともあり（詳細はこちらを参照）、これまで早期卒業を果たした選手はいない。
ガールズケイリン選手の中には、加瀬加奈子、石井寛子、豊岡英子などのようにアマチュア時代から自転車競技で実績を残してプロデビューした選手のほかにも、自転車競技未経験ながら選手となった者も多い。中でも、男女通じて史上初となる、養成所で複数回ゴールデンキャップを獲得し東京オリンピックトラック競技日本代表となった小林優香、パリオリンピックトラック競技日本代表であった太田りゆ、2018年・2019年・2020年と3年連続で賞金女王となった児玉碧衣なども適性試験合格者である。特に、適性試験受験で入所（入学）した尾崎睦、土屋珠里、畠山ひすいは卒業記念レースで予選を含めて全て1着の完全優勝を果たした。
前職も、他のプロスポーツから転向した者（金田洋世や尾崎睦、猪頭香緒里など。金田と尾崎はビーチバレー、猪頭はスノーボード）のほか、教師（中村由香里、奥井迪、田仲敦子など）、美容師（長澤彩、亀川史華）、看護師（伊藤のぞみ）、自衛官（吉岡詩織）のほか、モデル（田中麻衣美、亀川史華）、お笑い芸人（山路藍）、グラビアアイドル（日野未来）、声優（太友花）といった元芸能人など、様々みられている。
JKAでは男女問わず競輪選手を志望する人に対して、常に各種相談に応じているほか、性別や自転車競技経験の有無は問わず競輪選手に興味を持っている、ないしトラック自転車のスキルアップを目的とした人に対し、競技用自転車に乗って競輪場のバンク走行などが体験できる「トラックサイクリングキャンプ」というイベントを年に数回実施している（対象は中学生以上〜30歳までの男女。但し開催は男女別で行われる）。この「トラックサイクリングキャンプ」は、かつては女性限定の「ガールズサマーキャンプ」「ガールズサテライトキャンプ」として行われており、過去には児玉碧衣や太田りゆなどがガールズケイリン選手になる前に旧ガールズサマーキャンプに参加経験がある。

### ガールズケイリンのルール
ガールズケイリンは、競輪とトラックレースとしてのケイリンの折衷となる新しい競走形態の先頭固定競走（インターナショナル）で施行されている。なお、インターナショナルと正式種目名で付いているが、オリンピック等の国際大会でも行われるトラックレースのケイリンのルールとも異なっている点には注意が必要。
競輪とのルールの違いは以下の通り。
- レースは基本7車立て
  - 失格による即日帰郷・途中欠場などで欠車が起きた場合、最小は5車立て。5車揃わない場合はレースカットし、開催での競走成績下位の選手は途中帰郷させる[注 16]
- 男子の競走で見られるラインをあからさまに組むことは禁止[54]
  - ガールズケイリンはトラックレースとしてのケイリンのルールに準拠しているため、完全に個人戦である[54]。選手個々で「今日は●●選手をマークする」などと作戦を立てることについては問題ないが、ラインがないため目標とする選手の番手を取り切れるかどうかは展開次第である。そのため、予想紙などでは全員が脚質は『両[注 17]』となっている[注 18]。これが競輪と根本的に異なる点である。
- 競走距離は、バンク周長によるが1500 - 1690m
  - 333mまたは335mバンクでは5周・400mバンクでは4周・500mバンクでは3周を走る。すなわち2000m及びそれを少し超える距離の男子S級のレースより1周少なく、男子A級のレースと同距離となる。
- 先頭誘導員はバックストレッチから発進し、先頭誘導員がスタートラインを通過すると同時に号砲となる[55]。
- 先頭誘導員の退避地点は、333m・335m・400mバンクは残り1周半、500mバンクは残り1周で固定[52]。
  - 誘導中は、先頭を走る選手の前輪先端が先頭誘導員の後輪後端より前に出てはならない[55]。並びかけた時点で、誘導妨害として失格と判定される[56][57][注 19][注 20]。
- 内外線幅の約2倍以上の押圧・押し上げを行ってはならない[55]。
- 内圏線の内側を自ら4秒以上走行してはならない。
- 内圏線の内側に入った状況で外の選手を追い抜き、そのままゴールしてはならない（ただし、いったん追い抜いたがゴールで先着しなければ失格とはならない）。
  - 2025年度より、男子においても上記のルールによる先頭固定競走（インターナショナル）のレースを「KEIRIN ADVANCE」として開催する。特に「競輪ルーキーシリーズ」においては、男子も「同プラス」も含めて全て先頭固定競走（インターナショナル）で実施する[59][注 21]。
- 通常開催では予選はポイント制を採用。特に第1走（初日）よりも第2走（2日目）の方が3着までのポイントは高く設定されている[60]。
  - 2021年度下期の6レース制ガールズケイリンでは、予選は初めて勝ち上がりによるトーナメント方式を採用した[61][62]。現在は、GIレースでの予選を勝ち上がりによるトーナメント方式としている。

ガールズケイリンでは一般的に内枠が有利と言われている。2020年1月から8月までのレースで枠順別連対率を見ると、1枠が16・7％で1位、2枠が15・2％と続き、6位が7枠の13・3％、7位が6枠の12・7％であり、実際に『内枠が有利』というデータが出ている。また、2019年の1年間で見ても、1位と2位は1、2枠で、6位と7位が7、6枠であった ほか、2020年10月のミッドナイト競輪全459レースのうちガールズケイリンに限れば1枠の勝率が61%と圧倒的であった。特にガールズグランプリ（GP）と、オールガールズクラシックやパールカップなどGIでの勝ち上がり戦においては、選考順位上位の者ないし予選や準決勝での着順上位の者に対し優先的に内枠を与えているため、「内枠に入ればいい位置を取れる可能性が上がる」と枠順に拘りを見せる選手もいる。
先に述べた通り、ガールズケイリンでは競輪とは異なり、GI以外の勝ち上がりはポイント制を採用している（競輪でも現在は一部のGIの一次予選、KEIRIN ADVANCEをポイント制としている）。普通開催では3日間で14名があっせんされ、最大7名ずつに分かれて2日間かけて予選が2回行われる。初日の予選（予選１）では、出場選手のうち競走得点トップと2番目の選手がそれぞれ別のレースに割り振られる。2日目の予選（予選２）では、初日の結果に基づき各着順同士が被らないよう番組が組まれる（そのため、2日目は初日での1着同士、2着同士、などが同じレースで対戦しないよう割り振られる）。3日目は予選2日間で獲得したポイント上位7名が決勝に、下位7名が一般戦に出走する。また、年に数開催実施されるナイターGIIIでの4日間制（21名参加）では、初日・2日目が予選（ポイント制）、3日目が準決勝（予選2レースでのポイント上位14名で2レース実施）と一般戦、4日目が決勝（準決勝1 - 3着6名と4着1名）と一般戦となっている。予選において失格や落車による怪我などで複数の途中欠場が発生した場合は、欠車やレースカットを極力なくすよう2日目以降に開催地近隣で居住する当日（と翌日）に出走予定がない選手を『補充』として急遽招集し競走に参加させることもあるが、それでも選手が揃わない場合、最終日は止むを得ず予選敗退者を途中帰郷させ決勝戦のみ行いレースカットする。
予選2日間のポイントは、下記の表の通り。
| ポイント       | 1着 | 2着 | 3着 | 4着 | 5着 | 6着 | 7着 | 競走棄権 | 失格および欠場 |
| -------------- | --- | --- | --- | --- | --- | --- | --- | -------- | -------------- |
| 予選1（初日）  | 8   | 7   | 6   | 5   | 4   | 3   | 2   | 1        | 0              |
| 予選2（2日目） | 11  | 9   | 7   | 5   | 4   | 3   | 2   | 1        | 0              |

- 『競輪ルーキーシリーズ』ではシステムが異なり、予選におけるポイントは1着から3着までにのみ付与される（ポイントが同点の場合は養成所での競走成績上位者が優先）[31][72]。

3日間開催での決勝への勝ち上がりは次の順序で決定する。予選が中止となった場合は、そのレースは抽せん（ガラポンによるくじ引き）により出走予定であった各選手に「見なし着位」が与えられポイントに反映させることになっている。
```
 (1) 予選2日間の合計ポイントの高い順
 (2) 予選2日間の良い方の着順
 (3) 予選2の着順
 (4) 直近4ケ月平均競走得点(出走表記載)の高い順
 (5) 抽せん
```

ガールズケイリンでも男子の競輪同様にペナルティ制度があり、競走内容によっては「失格」（違反点30点）のほか「重大走行注意」（違反点10点）が与えられることがある。これらの違反点は累積され、1月〜4月、5月〜8月、9月〜12月のそれぞれの4か月間で違反点が90点以上となると日本サイクルスポーツセンターまたは日本競輪選手養成所にて4泊5日の指導訓練（自費での参加）を受ける必要があるほか、直近4か月間で違反点が120点以上となると3か月以内であっせん停止となる処分を受けることになる（あっせん停止の処分を受けると一定期間、追加や補充のあっせんが受けられなくなる）。さらに、短期間に「失格」または「重大走行注意」を繰り返し受けたりレースが再発走となった場合は「特別指導訓練」と称される厳しい処分（俗に言う『お寺行き』）が下されることもある。それら以外にも、過度の牽制や敢闘精神欠如など「悪質失格」と判定された場合はレース後に執務室に呼び出され弁明書の提出を求められるほか当該競輪場から一定期間あっせん拒否（いわゆる「出禁」）やJKAより長期のあっせん停止、あっせん停止明け後も向こう1年間は追加あっせんを受けられない（その間は月あたり2開催最大6走のみとなる）などの処分が下される。ほかにも、レース中においてもスタートから1周回した時点で規定の時間を過ぎた場合は賞金が50%カットされるなど、様々なペナルティ設けられている。

### ガールズケイリンの自転車
ガールズケイリンで使用する自転車は、競輪で使用する自転車と同様、JKAが認定したメーカーかつ規格に基づいて作られた自転車でなければならず、その他タイヤや部品等も同様にJKAが認定したものを使用しなければならない（逆に、期限切れないし廃盤などでJKAが認定を抹消することもある）。
自転車は競輪で使用するものより軽く、モノコックのカーボンフレームに、前後輪ともにスポークホイールを装着させている（2022年9月30日を節の初日とする開催から実施）。ハンドルステムは専用部品となるが、ハンドルバーは専用部品または男子向けの部品との選択が可能で、サドルも同様に男子向けとの選択が可能。それ以外の部品は全て男子向けの部品と共用となる。本体が30万円ほど、その他タイヤや部品などを合わせるとトータルで40〜50万円ほどかかる。ただ、2021年頃からは本体価格66万円もするオリンピック仕様のフレームであるブリヂストン製を使用する選手が増えており、女子の自転車は男子の自転車（クロモリフレーム）より高額となる（初期投資の費用が高い）。
ガールズケイリン開始当初は、自転車競技として行われているケイリンを意識して、前輪は3本スポークのバトンホイールを、後輪はディスクホイールをそれぞれ装着させてレースを行っていたが、これでは縦方向へのジャイロ効果が横方向への操舵に影響を及ぼすこともあり、2016年8月31日を節の初日とする開催より前輪は天候に関わらずスポークホイールとなった。その後の競走では、基本的に前輪はスポークホイール、後輪はディスクホイールを装着させることとしていたが、ディスクホイールでは横風を受けたときに操縦安定性の問題が発生することから、強風など悪天候の中での競走が見込まれる時には主催者の判断で男子同様の金属スポークホイールおよびタイヤに換装して競走が実施された。ただ、タイヤはディスクホイールおよびバトンホイール向けとスポークホイール向けでサイズが若干異なるため、当時のガールズケイリン選手は常に両方のタイヤを携行しなければならなかったため不評であった。また、使用しているフレームがレースで使用されるホイールとの互換性がなく使用できないという理由で止む無くビッグレースを欠場したケースもあった。
ギア倍数については、ガールズケイリンでは3.80未満に規制されている（男子は4.00未満）。

### ユニフォーム
2012年のガールズケイリン開始当初のユニフォームは、上下一体となったワンピース型であり、車番色の識別においてはワンピースの上からボレロを着用した。ただ、元々ワンピース型はコストが高い上に、落車などで破損するとすぐ新たなユニフォームを用意する必要がありコストが嵩んでしまうことから、2016年12月1日より桜をモチーフにしたデザインにリニューアルし、シャツとレーサーパンツが別々となったユニフォームとなった。前年度からイベント用ジャージを担当してきた株式会社ウエイブワンが制作した。
ガールズケイリン開始から10周年となった2022年、同年9月30日を節の初日とする開催より、スポーティーに見える黒色を基調とした新レーサーパンツを導入した（それに先立ち、同年9月19日に行われた「ティアラカップ」にて、出場選手が先行して新レーサーパンツを披露した）。ユニフォームについても、新ロゴ『GIRLS KEIRIN』導入に合わせて2022年12月31日を初日とする節の開催より、2011年に初代ガールズケイリンロゴ・ユニフォームをデザインした長濱雅彦東京藝術大学教授による新ユニフォームを導入した。同年のガールズグランプリより先行して披露された（但し特別仕様のため細部が異なる）。
ガールズグランプリに限り、出場選手はオリジナルデザインユニフォームを着用し出走する（デザインは毎回変わる）。
ちなみに、ガールズケイリン開始前の段階では、ユニフォームデザイン案の一つとして、レーサーパンツの上にスカート姿という案もあったが、いざ試走するとスカートがはだけて走りにくいということで即却下となった。

### 開催・特別競走・競走得点

#### 開催
ガールズケイリンの開催がある場合は、日程表には❤または❤マークが付されている。
ガールズケイリンは、通常開催では原則としてFIないしFIIのいずれかに組み込まれており、格付けは全てFIIである。日中の開催以外にも、モーニング競輪、ナイター競輪、ミッドナイト競輪でも行われている。基本は14名参加による2レースが行われるが、一部のナイターGIII（4日間制）ないしKEIRIN ADVANCE（ミッドナイト競輪で開催）においては21名参加による3レースが行われている。
従来はガールズケイリンでは特別競走も含め格付けは全てFIIとされていたが、2023年以降では一部の特別競走においてGP、ないしGI格付けも導入された。ただし、ガールズケイリンではグレードレースはGPないしGIのみで、GIIないしGIII格付けの競走はない。
2025年4月時点で国内に現存する43競輪場のうち、ガールズケイリンの開催実績がないのは、（旧）千葉競輪場跡地に建設されたTIPSTAR DOME CHIBAのみ。ただし、TIPSTAR DOME CHIBAは250競走「PIST6」を行うために建設された経緯もあり、ガールズケイリンは開催されていないが、将来的にガールズケイリン版「PIST6」を開催する構想はある。ほかに、長らく小田原競輪場と小松島競輪場では女子選手用の控室・宿舎が設けられていなかったため長らくガールズケイリンの開催実績がなかったが、小田原では控室の整備を行い2021年10月10日からの小田原FIIを皮切りに開催が行われ（ただし、小田原では現状ガールズケイリンは全てモーニング競輪でのみ開催）、小松島競輪場でも女子選手専用の宿舎の整備を行い、2024年6月26日からの小松島FIにて初めてガールズケイリンを開催した。これにより、全国全ての競輪場でガールズケイリンが行われることとなった。また、熊本地震の影響で長期間開催を休止していた熊本競輪場においても、2024年9月2日からのFI開催で、2015年12月のFI開催以来約9年ぶりにガールズケイリンを再開した。
ガールズケイリン選手で全競輪場制覇（優勝）を達成したのは、2025年6月時点で石井寛子のみで、自身に配分のなかった（旧）千葉、ガールズケイリン開催実績がないTIPSTAR DOME CHIBAを除く42場全て（再開後の熊本も含む）で優勝した。

#### 特別競走
ガールズケイリンにおいて、特別競走は年間で以下の大会が実施される。
ガールズケイリンでは、1トーナメントで出場資格を満たした28名以上参加（4個レース以上）の大会をGIとしている（一部の3日間制ナイターGIIIでも28名参加・4個レースが行われているが、これはあっせん計画によりあっせんされた14名参加の2個レースをそれぞれ別個で2トーナメント同時に実施しているものである）。ただ、GII・GIIIはないため、GPとGI以外は4日間開催であっても格付けはFIIである。また、GIでは勝ち上がり戦においては、着順成績を基に同順位であれば選考順位上位の者に対し優先的に内枠を与えることになっている。
GI4大会を全て制覇すればグランドスラムと称され、それらに加えてガールズグランプリも制覇すればグランプリスラムと称される。2025年8月時点で、グランドスラム、グランプリスラム両方を達成したのは佐藤水菜のみで、2025年からGIとなった第1回女子オールスター競輪を制覇し同時に両方を達成した。

##### GP
- ガールズグランプリ（2012年 - ） 
年1回、KEIRINグランプリシリーズ（寺内大吉記念杯競輪）の2日目（12月29日[注 32]）に実施[82][83]。
原則として、各GIレースの優勝者と、選考期間中における獲得賞金額上位者とで7名のみが出場できる単発競走。2023年度よりGP格付けとされた。1着 - 3着の3名は、あっせん停止期間中などペナルティを受けない限り、翌年の全てのGI競走に優先的に出場できるほか、オールガールズクラシックでは初日はシードレース「ティアラカップ」に出走できるという、男子におけるS級S班に準じた扱いを受ける。2015年の第4回よりオッズ・パーク社が協賛しており、『オッズパーク杯ガールズグランプリ』として行われてきたが、GP格付けとなった2023年より『オッズパーク協賛 ガールズグランプリ』となった。2025年の第14回では本賞金が初めて1000万円となった。

##### GI
ガールズケイリンGIは全て、勝ち上がりトーナメント戦による3日間開催である。そのため、ガールズケイリンGI開催場では同一年度で他の4日間制グレードレース（特別競輪・開設記念競輪）の開催も可能となっている。
- オールガールズクラシック（2023年 - ） 
4月下旬（第1回のみ10月）の日本選手権競輪直前にナイターで実施[107]。42名（7車立て×6レース）が出場。
男子のGIでいう日本選手権競輪に当たる位置づけであり、ガールズケイリンGIの中で最も格式の高い大会とされている。また、日本選手権競輪と同じく原則として選考期間中の選考用獲得賞金額順に選抜される。優勝賞金はガールズグランプリに次いで高く設定されている。優勝者は優先的に同年のガールズグランプリ出場権を獲得できるほか、決勝進出者は優先的に次回開催の出場権を得られる。なお、3日間とも前半の6レースはアンダーカードとして、クラシック出場42名とは別であっせんされた42名によるFII戦（7車立て×2レースを3グループ。予選はポイント制である通常のガールズケイリン開催）も行われる。
- パールカップ（2023年 - ） 
高松宮記念杯競輪前半3日間にて実施。28名（7車立て×4レース）が出場。
『東西対抗戦』がコンセプトである男子の高松宮記念杯競輪と同様、原則として東西別に14名ずつ選考期間中の平均競走得点順に選抜する。初日・2日目はグループA「東日本」・グループB「西日本」に分かれてそれぞれ予選を行う。優勝者は優先的に同年のガールズグランプリ出場権を獲得できる。
- 女子オールスター競輪（2025年 - ）
年1回、8月のオールスター競輪直前にナイターで実施。42名（7車立て×6レース）が出場。
2024年はオールスター競輪に内包して行われたが、2025年からは、2024年まで行われた「ガールズケイリンフェスティバル」とを統合した上で、男子のオールスター競輪から独立させ、新たに勝ち上がりによるトーナメント戦とした。開催前年下期の競走得点が50点以上の選手（例外あり）を対象として実施するファン投票による得票上位者を中心に選抜され、優勝者は優先的に同年のガールズグランプリ出場権を獲得できる。なお、3日間とも前半の6レースはアンダーカードとして、オールスター出場42名とは別であっせんされた28名によるFII戦（7車立て×2レースを2グループ。予選はポイント制）、開催年にデビューした新人選手による新人戦での成績上位者による「競輪ルーキーシリーズ プラス」（男女とも）も行われる。
- 競輪祭女子王座戦（2023年 - ） 
年1回、競輪祭前半3日間にてナイターで実施。28名（7車立て×4レース）が出場。
2018年から2022年にかけて競輪祭前半3日間で行われた「ガールズグランプリトライアル」（格付けはFII）を発展的解消し、2023年より実施。原則として選考期間における決勝1 - 3着回数上位者（優勝回数が最優先され、同じ場合は決勝2着回数、それも同じ場合は3着回数）、28名を選抜する。優勝者は優先的に同年のガールズグランプリ出場権を獲得できる。

##### FII
- ガールズ フレッシュクイーン（2019年 - ） 
年1回、ウィナーズカップ最終日に実施。デビュー2年以内の新人選手7名出場による単発競走。2024年までの優勝者は同年の「ガールズケイリンフェスティバル」出場権も得られた。第1回と第3回から第6回は4月に、第2回は11月のいずれかの開設記念（GIII）最終日に、それぞれ実施した。

##### 備考
GI導入前の2022年12月時点で、それまで『ガールズケイリン特別競走』と称された「ガールズグランプリ」、「ガールズケイリンコレクション」（3月開催、5月ないし6月開催、8月ないし9月開催のいずれか）、「ガールズケイリンフェスティバル」、「ガールズグランプリトライアル」全てで優勝を果たしたのは小林優香のみ。他に、石井寛子、高木真備が優勝賞金200万円以上ある「ガールズグランプリ」、「ガールズケイリンコレクション」、「ガールズケイリンフェスティバル」いずれも優勝を果たしている。このほか、「ガールズケイリンコレクション」で3月開催、5月ないし6月開催、8月ないし9月開催の3開催全てを制覇したのは小林優香、石井貴子（106期）、児玉碧衣、佐藤水菜。
2019年より、新たな特別競走として、男子の「ルーキーチャンピオンレース」に該当するレースである、デビュー2年未満のガールズ選手を対象とした新人女王戦「ガールズ フレッシュクイーン」（格付けはFII。平均競走得点上位7名による一発勝負）が開催されることとなり、同年4月14日の高知開設記念第9レースで初開催され、梅川風子が初代優勝者となった。原則は毎年4月の開催（第6回まで）だが、2020年の第2回は4月の開催予定が中止となったため11月の開催となった。
JKAは2022年9月29日、ガールズケイリンのリブランディング第2弾として、2023年より新たなトーナメント制ガールズケイリン特別競走を新設することを発表した。高松宮記念杯競輪は同年の開催から6日間開催に変更されるのに併せて、同期間中において、ガールズケイリン選手を登録地別に東西に分けて競走得点上位者14名ずつを基本に合計28名を選考し東西別の勝ち上がりにより頂点を競う、4レース制1概定のトーナメントを開催することとなった。また、この新設トーナメントの優勝者には、当年のガールズグランプリ出場権を付与することも併せて発表された。のち、この新設トーナメントは12月13日に名称を『パールカップ』とする事が発表された。さらに、2023年12月1日には、2025年度より「ガールズケイリンフェスティバル」と「女子オールスター競輪」とを統合した上で「女子オールスター競輪」をGIに格上げすることが発表され、2025年以降はGIが4大会となる。
ガールズケイリン発祥の地でもある平塚競輪場を保有する平塚市は、今後新たなガールズケイリン特別競走を平塚で常設開催する構想を持っていることを明かした。
このほか、特別競走に準ずる競走として、以下のレースが開催されている（終了したものも含む）。格付けは全てFII。
- 4日間制ガールズケイリン[29]（2018年 - ）
出場資格はなく、あっせん計画に基づいてあっせんされた出場選手21名により、『ナイターGIII』（開設記念競輪ではないナイター開催のGIII）に内包されて開催されている。初日・2日目は予選（ポイント制）、3日目は「準決勝」（2レース）と「一般」、最終日は「決勝」（準決勝1 - 3着6名と4着1名が進出）と「一般」（2レース）が行われる[114]。
- ガールズケイリンコレクション（2013年 - 2024年）
年3回（3月※ウィナーズカップに内包／5月※日本選手権競輪に内包／8月※オールスター競輪に内包）実施。出場資格を満たした7名（3月開催・5月開催）ないし14名（8月開催、「ガールズドリームレース」と「アルテミス賞レース」の2レース）出場による単発競走。2023年以降は「オールガールズクラシック」など各GI大会へと移行させるため段階的に縮小され、2024年3月の取手ステージをもって終了した。
- ガールズケイリンフェスティバル（2014年  - 2024年）
年1回、サマーナイトフェスティバルに内包。出場資格を満たした21名（7車立て×3レース）出場による、3日間（2014年のみ2日間）走。予選は2日間2走によるポイント制で、獲得ポイント上位者が最終日の決勝戦に進出。FIIであった「女子オールスター競輪」と統合されたことで、2024年をもって終了した。
- 6レース制ガールズケイリン[28][115][116][61]（2016年 - 2022年）
42名出場による、3日間走。初日・2日目は予選、最終日は「決勝」と「選抜」（2レース）と「一般」（3レース）が行われた。
2021年度下期の開催では、ガールズケイリンでは初となる、予選は勝ち上がりによるトーナメント方式を採用。初日は予選で1 - 3着18名と4着3名が2日目の準決勝に進出、準決勝では1 - 2着6名と3着1名が最終日の「決勝」に進出した[62]。2023年度以降はこの開催をフォーマットにGI「オールガールズクラシック」へと継承した。
- ミッドナイトフィナーレ（2018年 - 2022年）
毎年12月29日から31日にかけて行われるいずれかのミッドナイト競輪で、最終日である12月31日の最終レースにて一発勝負の企画レースとして実施した。同年の7月 - 10月の間に行われたミッドナイト競輪において成績上位の7名（ガールズグランプリ出場者は除く）が出場。競輪において年末の大一番はKEIRINグランプリであるが、このレースは競輪のみならず全ての公営競技において一年の最後のレース（発走時刻は23:30頃）であった。2023年以降は一発勝負の企画レースは取り止めとなり、12月29日ないし12月30日から行われるミッドナイト競輪開催2場（うちガールズケイリンは1場）が「ミッドナイトフィナーレ」と称して開催されている。
- ガールズケイリンコレクション（5月開催）トライアルレース （2018年 - 2023年）
同年のコレクション5月ステージ出場権を賭けて、選考期間中における平均競走得点上位の出場選手42名が14名ずつ、1月から2月上旬にかけて3会場に分かれて対戦し、各会場1着・2着の計6名と3着3名のうち1名が出場権を獲得した。勝ち上がりのシステムは通常のガールズケイリンと同一。ガールズケイリンコレクション終了に伴い終了した。
- ALL GIRL'S 10th Anniversary（2022年）
ガールズケイリン開始10周年記念事業の一環として、2022年6月29日から7月1日にかけて、2012年7月1日にガールズケイリン最初のレースが行われた平塚競輪場にてナイターで開催。3日間とも1日12レース全てがガールズケイリンという初の試みであった。この試みは一部変更を加えて2023年から行われているGI「オールガールズクラシック」に移行した。

詳細はオールガールズクラシックを参照。
- ティアラカップ（2022年）
「ALL GIRL'S 10th Anniversary」と同じく、ガールズケイリン10周年記念事業の一環として、歴代のガールズグランプリ優勝者を中心に選抜し、2022年9月19日の名古屋競輪場にて第11レースで単発の企画レースとして開催された（当日は第38回共同通信社杯競輪最終日）。2023年からは、GI「オールガールズクラシック」における初日特別選抜予選（シードレース）として行われている。

詳細はオールガールズクラシックを参照。
- 女子オールスター競輪（2024年のみ）
2024年のみ格付けはFIIとして行われ、第67回オールスター競輪前半3日間にて実施。ファン投票により選抜された14名（7車立て×2レース）出場で、3日間走。2023年まで実施されたガールズケイリンコレクション8月ステージにおける単発競走「ガールズドリームレース」、「アルテミス賞レース」を統合して新設。予選はオールスター競輪と同様に2日間2走によるポイント制で、初日はファン投票上位7名による「ガールズドリームレース」と予選1を、2日目は予選2（2レース）をそれぞれ行い、予選での獲得ポイント上位7名が最終日の決勝戦に進出した。2025年のGI格付けとしての最初の大会を第1回としたため、この2024年の開催は開催回数にカウントされていない[107]。

#### 競走得点
ガールズケイリンにおいても競輪と同じく、全てのレースにおいて1着から7着までレースごとに競走得点が定められている。レースに出走し得られた競走得点の合計を、その出走回数分で割って平均したものが「平均競走得点」となり、この数値が各選手ごとの調子のバロメーターないし選手間の強弱の判断材料となる。直近4か月間の平均競走得点が55点以上だと全ガールズケイリン選手のうち概ね上位20〜25名が、56点以上だと概ね上位10〜15名が、それぞれ該当する。
競走得点はレースの格によって異なる。通常の3日間制の普通開催であれば、予選は2日間とも1着が56点で、最終日は決勝戦1着が60点、一般戦（敗者戦）1着が53点とそれぞれ定められており、3日間とも1着で完全優勝すれば56＋56＋60で合計172点となるため平均競走得点は57.33点となる。そのため、特別競走も含めて連勝を続けても、直近4か月平均競走得点は57〜58点台が上限である。また、3日間とも7着であれば44＋44＋41で合計129点となるため平均競走得点は43.00となり、通常は競走に参加していれば平均競走得点は43点を下回ることはない。
GP
| レース             | 1着 | 2着 | 3着 | 4着（平均） | 5着 | 6着 | 7着 |
| ------------------ | --- | --- | --- | ----------- | --- | --- | --- |
| ガールズグランプリ | 66  | 64  | 62  | 60          | 58  | 56  | 54  |

GI
| 日程  | レース                                                                              | 1着 | 2着 | 3着 | 4着（平均） | 5着 | 6着 | 7着 |
| ----- | ----------------------------------------------------------------------------------- | --- | --- | --- | ----------- | --- | --- | --- |
| 初日  | オールガールズクラシック ティアラカップ 女子オールスター競輪 ガールズドリームレース | 62  | 60  | 58  | 56          | 54  | 52  | 50  |
| 初日  | 予選                                                                                | 60  | 58  | 56  | 54          | 52  | 50  | 48  |
| 2日目 | 準決勝                                                                              | 64  | 62  | 60  | 58          | 56  | 54  | 52  |
| 2日目 | 選抜                                                                                | 58  | 56  | 54  | 52          | 50  | 48  | 46  |
| 3日目 | 決勝                                                                                | 66  | 64  | 62  | 60          | 58  | 56  | 54  |
| 3日目 | 特選                                                                                | 62  | 60  | 58  | 56          | 54  | 52  | 50  |
| 3日目 | 選抜                                                                                | 57  | 55  | 53  | 51          | 49  | 47  | 45  |

FII（3日制）
| 日程       | レース     | 1着 | 2着 | 3着 | 4着（平均） | 5着 | 6着 | 7着 |
| ---------- | ---------- | --- | --- | --- | ----------- | --- | --- | --- |
| 初日 2日目 | 予選１・２ | 56  | 54  | 52  | 50          | 48  | 46  | 44  |
| 3日目      | 決勝       | 60  | 58  | 56  | 54          | 52  | 50  | 48  |
| 3日目      | 一般       | 53  | 51  | 49  | 47          | 45  | 43  | 41  |

FII（4日制）
| 日程       | レース     | 1着 | 2着 | 3着 | 4着（平均） | 5着 | 6着 | 7着 |
| ---------- | ---------- | --- | --- | --- | ----------- | --- | --- | --- |
| 初日 2日目 | 予選１・２ | 56  | 54  | 52  | 50          | 48  | 46  | 44  |
| 3日目      | 準決勝     | 58  | 56  | 54  | 52          | 50  | 48  | 46  |
| 3日目      | 一般       | 53  | 51  | 49  | 47          | 45  | 43  | 41  |
| 4日目      | 決勝       | 61  | 59  | 57  | 55          | 54  | 52  | 50  |
| 4日目      | 一般       | 56  | 54  | 52  | 50          | 48  | 46  | 44  |

レースが6車立てとなった場合は7着の、5車立てとなった場合は6着・7着の、それぞれ競走得点がカットされるだけであり、いずれも競走得点の算出には影響しない。なお、レースを途中棄権、失格ないし欠場した場合は、競走得点は与えられない。

#### 代謝制度
先述の通り、ガールズケイリンでも一定のレベルを保つため、男子選手と同じく、著しく競走成績が不振の者を強制的に引退させる『登録審査制度』（俗に『代謝制度』と呼ばれている）が導入されており、完全実力主義の世界である。
6か月ごとに行われる審査期終了時（毎年6月末と12月末）において、「競輪に係る業務の方法に関する規程」第83条第1項第3号に定める競走成績不良による登録消除の基準に該当する選手に対しては、登録消除に係る調査及び審議を行う間は同規程第134条第1項第3号によりその翌月（毎年1月初旬と7月初旬）すぐに出場あっせん保留の処分が下され、レースに出走できなくなる。
この登録審査制度の対象選手となりあっせん保留とされることは選手にとって事実上の『戦力外通告』であり、いずれは強制的に登録消除されることにはなるものの、実際のところは選手自身があっせん保留となると即引退手続きを取っているため、表向きは「（選手個人の都合による）自主的な引退」扱いとなっている。
- 代謝制度の対象となる選手は、以下の条件に該当する場合で、平均競走得点が一番下から最大3名である[注 39][10]。新人であっても猶予はなく、中にはデビューから3期連続して47点未満かつ競走得点下位となり、最短となる2年足らずで登録消除（俗に『ストレート代謝』と呼ばれている[126]）された者もいる。
  - 3期連続で平均競走得点が47点未満となった選手。
  - 2期連続で平均競走得点が47点未満となり、かつその次の期の平均競走得点とを合算して3期での平均競走得点が47点未満[注 40]となった選手。
    - ただし、このケースでは3期連続で平均競走得点が47点未満であった選手よりは競走得点は高いため、1期でも47点以上を獲得すれば実質的に「リセット」となる（少なくとも更に1年半の間は選手を続けることができる）。

通常開催であれば3日間とも5着であれば平均競走得点は47点となるため、（計算上は）全てのレースで5着以上であれば代謝制度の対象となることはない。
ガールズケイリンでも男子と同様、各期ごとに最低出走回数が定められている。ナショナルチーム所属で自転車競技を優先しているケースや産休など特殊な事情がない限り、その最低出走回数に満たない場合、不足分は「修正用基準点数」（みなし競走得点）として1走あたり40点を加算しなければならず、競走得点が下がってしまうこととなる。女子には男子のS級とA級1・2班の選手に適用される「選手の級班決定に係る特別措置」（競走中に負った怪我により長期欠場して期間中の出走本数が不足となっても級班を維持できる措置。いわゆる『公傷制度』）の適用がないため、長期にわたり欠場した場合は3期連続47点未満となって代謝制度の対象となることがある。
2024年上期より『再チャレンジ検定制度』が導入されており、代謝の対象となってもこの検定に合格すればあっせん保留が解除され即レースに復帰できるほか、そこから少なくとも向こう1年半（3期）は選手を続けることができるようになった。ただし、誰でも申請できるものではなく、代謝制度の対象となった選手のうち
- 代謝の対象となった審査期間（3期）の間に発生した、自らの失格となった行為を除く競走中などにおける落車負傷により身体損傷を受け、31日以上の治療日数を要すると診断された者で、さらに診断された治療日数の属する審査期の出走回数が当該審査期の登録審査用得点算定最低出走回数に達しない者
- 選手登録から2年以内の者（新人選手）[128]

の、いずれかに限られている。導入当初は負傷による長期欠場した者のみが対象であったが、2025年に業務規程が改正され新人選手も申請が可能となったことで、検定に合格すればストレート代謝を回避できるようになった。条件は、養成所にあるJKA250にて500mタイムトライアルを2回計測し、1回でも38秒以内をクリアすることであり、この規定タイムをクリアできれば代謝制度の対象から除外される。ただし、この『再チャレンジ検定制度』の受検は1回のみとされている。

### 級班・収入

#### 級班
2017年7月1日より、全員が新たに新設された『L級1班』の格付けとなっている。ただし、現状はL級は1班しかないため、競走得点に関わらず全員が『L級1班』である。2017年6月末までは、全員が『A級2班』の格付けであった。

#### 収入
ガールズケイリン選手の収入は、男子の競輪選手と同じく、レース出走で得られる賞金と手当である。通常の3日間開催では、3日間とも完走した場合、賞金と手当を合算して、全勝の選手では80万円以上、3日間とも7着の選手でも20万円以上の収入が得られる額になっている。ガールズケイリン開始当初は過去の売上実績を基に競輪場ごとに賞金額が定められていたため、開催地により賞金額が異なっていたが、現在は全ての競輪場で賞金額が統一されているため、開催地により賞金額が異なることはない。
賞金・手当以外に、自宅と競輪場との間の往復交通費も支給される。ただし、自転車等の荷物の配送にかかる費用、自転車やその部品、チューブレスタイヤ（2025年時点では1本12,000円）などの購入にかかる費用は、男子の競輪選手と同じく全て自己負担である。
賞金については、最高額はガールズグランプリ1着の1430万円（副賞込み。2024年）。また、賞金については2021年以降は毎年4月に通常開催も含めて全体的に増額されている。なお、競輪公式サイト『KEIRIN.JP』で公表されている直近4年間の賞金ランキング（女子は上位20名）は各種手当も含めた額で表示されているため、GP・GIの選考用獲得賞金額とは異なる点に注意を要する。
全ての選手が原則として毎月最低2開催の斡旋を受けられるようになっており、失格や欠場、あっせん停止・保留を受けない限り、毎月6走以上できるようになっている。参考に、毎月月末に刊行されている『広報 KEIRIN』によると、ガールズケイリン選手の月間平均斡旋回数は概ね2.1〜2.3回程度（補充などイレギュラーは除く）で6〜7競走くらいとなるが、月によっては男子のS級・A級よりも平均斡旋回数がやや多くなることもある。
- ただし、あっせんはされるが、出走が必ず保証されているわけではない。実際に2020年においては、新型コロナウイルス感染症拡大により一時的に開催中止が相次いだ影響で平均取得額は604万750円[136]となり、2018年の638万円[137]、2019年の646万円[138]と比べて大幅に落ち込んだ。

ビッグレースの新設のほか賞金・手当が全体的に増額されていることもあり、全ガールズケイリン選手の年間平均取得額は、最新の2024年では992万4346円（当年4月以降にデビューした126期、同年中に引退した選手、妊娠・育児・疾病などで長期欠場している選手も含めての201名で算出）であった。また同年は2000万円以上を獲得した選手は過去最高の10名となった。ほかにも、新人選手による賞金取得額上位10名についても114期以降で公表されており、126期（2024年4月以降デビュー）で最高は仲澤春香の991万円であった。ガールズケイリンでは、2023年10月時点で13名が通算獲得賞金額1億円を達成した。
- 参考に、他の公営競技における女子選手の年間賞金平均取得額は、2018年の競艇では1,000万円程度[注 47]、同年のオートレースでも約900万円あり、当時はそれらと比較して低かった[145]。ただし、競艇やオートレースでは時に男子と同じレースに出走することもある[注 48]ほか、1日で2走することもあるため、ガールズケイリンとは一概に比較はできない。

### テーマソング
以下の曲は選手紹介時や選手入場時にも使用される。
- 2012年度：mihimaru GT『バカポジ〜Don't stop the music〜』
- 2013年度：湘南乃風『STAY GOLD』
- 2014年度以降：PiSTE BROTHERS feat.湘南乃風 HAN-KUN『2 The Future』
- ガールズグランプリ2019以降の特別競走：ALLY&DIAZ feat.MINMI&SATOSHI from 山嵐『FLY』[149]

### 歴代賞金女王
- 2012年：小林莉子（東京） 8,460,000円
- 2013年：中村由香里（東京） 19,489,000円
- 2014年：梶田舞（栃木） 22,454,900円
- 2015年：小林優香（福岡） 29,767,000円
- 2016年：梶田舞（栃木） 24,425,000円
- 2017年：石井寛子（東京） 22,631,000円
- 2018年：児玉碧衣（福岡） 27,184,000円
- 2019年：児玉碧衣（福岡） 28,403,000円
- 2020年：児玉碧衣（福岡） 26,619,000円
- 2021年：高木真備（東京） 26,036,000円
- 2022年：柳原真緒（福井） 30,955,400円
- 2023年：佐藤水菜（神奈川） 29,038,000円
- 2024年：石井寛子（東京） 35,644,000円 ※最高記録

### 主な記録
- 最高齢在籍
  - 54歳11か月4日 - 高松美代子（102期、引退／2017年4月13日登録消除）[150]
- 最高齢出走
  - 54歳10か月17日 - 高松美代子（102期、引退／2017年3月26日・千葉（旧）FI最終日）[150]
- 最高齢勝利
  - 51歳2か月26日 - 高松美代子（102期、引退／2013年8月4日・熊本FI最終日）[150]
- 最高齢優勝
  - 45歳2か月23日 - 高橋梨香（106期／2025年3月23日・豊橋FI）[151]
- 最高齢初優勝
  - 40歳1か月23日 - 豊岡英子（114期／2020年10月3日・向日町FII）
- 最多連勝
  - 34 - 児玉碧衣（108期／2021年7月29日 - 12月17日※ガールズケイリンコレクション2021いわき平ステージ・ガールズドリームレースも含む）[152][150]
    - 次点は、坂口楓華（112期）による32[153]
- 最多連続優勝
  - 12開催 - 小林優香（106期／2015年1月12日 - 7月1日※ガールズケイリンコレクション2015京王閣ステージ、岸和田ステージも含む）、児玉碧衣（108期／2021年7月29日 - 12月17日※ガールズケイリンコレクション2021いわき平ステージ・ガールズドリームレースも含む）[150]
- 年間最多優勝
  - 24 - 石井寛子（2021年）[154][150]
- 年間最高勝率
  - 9割5分6厘5毛（46戦44勝） - 小林優香（2015年）[150]
- 通算300勝達成（達成順。太字は表彰対象。◎は通算400勝も達成）
  - 奥井迪（106期／2019年1月16日）◎、石井寛子（104期／2019年2月17日）◎、山原さくら（104期／2019年2月22日）◎、児玉碧衣（108期／2020年6月25日）◎、高木真備（106期／2020年10月22日）、梶田舞（104期／2020年11月13日）、小林莉子（102期／2021年3月27日）、荒牧聖未（102期／2021年10月19日）◎、尾崎睦（108期／2021年11月10日）◎、加瀬加奈子（102期／2022年11月1日）、石井貴子（106期／2024年1月29日）、鈴木美教（112期／2024年2月21日）、小林優香（106期／2024年4月10日）、尾方真生（118期／2025年3月3日）、柳原真緒（114期／2025年3月4日）
- 通算500勝達成（達成順。表彰対象。◎は通算600勝も達成）
  - 石井寛子（104期／2022年6月7日）◎、奥井迪（106期／2023年3月20日）◎、山原さくら（104期／2023年4月20日）◎、児玉碧衣（108期／2023年7月16日）◎、小林莉子（102期／2025年3月27日）
- 全競輪場制覇（優勝）
  - 石井寛子（104期／2024年9月8日[103]。ただし（旧）千葉は配分なし）
- 最多賞金女王
  - 3回 - 児玉碧衣（108期／2018年、2019年、2020年）
- 年間最多取得賞金額
  - 3564万4000円 - 石井寛子（104期／2024年）

### デビュー場所で完全優勝した選手
ガールズケイリンは現状では全員がL級1班所属のためクラス分けがなく、また基本的に1開催で14名（1日2レース）のみのため、同一レースで競走得点が最上位（56〜58点台）の選手と最下位（43点台）の選手が直接対戦することもあり得る。そのため、本格デビュー場所での完全優勝を達成するのは困難とされる中で、以下の各選手が本格デビュー場所で完全優勝を達成している。
118期以降の選手は、新人戦である『競輪ルーキーシリーズ』（主に5月から6月にかけて開催）がデビュー場所となった（早期卒業者を除く）が、この節では116期以前に合わせて『競輪ルーキーシリーズ』は対象外とする（早期卒業者はデビュー場所を、それ以外の者は下期期初の開催となる6月30日以降で最初に出走したいわゆる『本格デビュー』場所を、それぞれ対象）。
選手名（期） - 優勝を達成した年月日・競輪場（特記のないものは400m走路）
- 中村由香里（102期） - 2012年7月10日・京王閣
- 石井寛子（104期） - 2013年5月12日・京王閣 ※5月デビュー
- 石井貴子（106期） - 2014年5月16日・西武園 ※5月デビュー
- 小林優香（106期） - 2014年5月18日・岸和田 ※5月デビュー
- 太田りゆ（112期） - 2017年7月14日・高松
- 鈴木美教（112期） - 2017年7月20日・千葉（旧）（500m走路）
- 吉岡詩織（116期） - 2019年7月14日・和歌山
- 酒井亜樹（128期） - 2025年7月07日・岸和田

### 放送媒体での実況中継
スカパー!の「SPEEDチャンネル」では、一部の開催を除き中継を行っている。
ガールズ特別競走のうち、年末のガールズグランプリにおいては、年によってBS日テレ やRFラジオ日本 でも中継が行われたこともあったが、2021年は、定額制動画配信サービスのスポーツ・チャンネル「DAZN」が初めて中継を実施し配信を行った（DAZNでは、大井競馬場を除いた公営競技の中継自体が今回が初めてになった）。2022年は、3年ぶりにBS日テレと日本テレビ（関東ローカル）でも放送され、2023年以降も同様に放送されている。
2023年から新設されたGI開催では、いずれも決勝戦のみ、6月のパールカップをBS日テレ（ガールズケイリン革命！ 初開催 GI第1回パールカップ）で、10月のオールガールズクラシックをBSテレ東 （ガールズケイリン・パーティー 第1回オールガールズクラシック（GI））で、11月の競輪祭女子王座戦を同様にBSテレ東『ガールズケイリンパーティー2 ～第1回競輪祭女子王座戦（GI）～』で、それぞれ生中継された。2025年はこれに加えて、8月の女子オールスター競輪もBS日テレ（私の推しで乾杯！！ ～第1回女子オールスター競輪（GI）～）にて中継される。
その他、2015年まではガールズケイリンコレクション（廃止）などでも中継されていた。

### その他

#### 表彰制度
ガールズケイリンでは規程により、デビューから7年以内に通算300勝を達成すると、また年数は問わず通算500勝ないし700勝を達成すると、それぞれJKAより表彰される制度がある。表彰対象となった選手は『主な記録』の節を参照。
それ以外に、毎年2月下旬に、JKAより1年間を通して前年に活躍した選手を表彰する競輪年間表彰も行われている（受賞者の発表は1月下旬）。ガールズケイリンでは、主に前年のガールズグランプリ優勝者が選出される『最優秀選手賞』、そしてその次点となる『優秀選手賞』、新人選手を対象とした『優秀新人選手賞』、GI優勝などの活躍を見せた選手を対象とした『特別敢闘選手賞』、自転車競技の国際大会で活躍した選手を対象とした『国際賞』のほかに、『優勝記録更新選手』、『GI優勝記録更新選手』も併せて表彰されている。

#### 藤田一門
藤田剣次（85期・福岡）のもとに集う、久留米競輪場をホームバンクとするグループ。ガールズケイリンGIないし特別競走で優勝歴のある選手だけでなく、日本競輪選手養成所でのゴールデンキャップ獲得者ないし卒業記念レース優勝者、自転車競技でナショナルチームに所属する者など、強豪選手並びに将来有望な選手の中には藤田を師匠とする者が多く見られるほか、日野未来などのように当グループに出稽古に出向いて力をつけ成績を伸ばした者もおり、さしずめガールズケイリンにおける梁山泊とも呼べる存在となっている。これらを称して『藤田一門』と呼ばれている。なお、久留米をホームバンクとしているガールズケイリン選手の中には父親が師匠である髙木萌那などもおり、久留米のガールズケイリン選手全てが藤田を師匠としているわけではない。
師匠を藤田剣次とする主な選手（選手登録番号順）
- 小林優香 - 特別競走（※GI導入前）4タイトル制覇、東京オリンピック代表など
- 児玉碧衣 - ガールズグランプリ3連覇、3年連続賞金女王、第1回パールカップ（GI）優勝、ガールズケイリン連勝記録保持など
- 林真奈美
- 寺崎舞織（デビュー当時は『内村舞織』。のち福井支部へ移籍し現登録名に変更）
- 大久保花梨 - 旧日本競輪学校在校時競走成績1位、産休後の復帰場所で優勝
- 尾方真生 - ガールズ フレッシュクイーン優勝、ガールズケイリンフェスティバル優勝など
- 内野艶和 - パリオリンピック代表

#### 競輪選手同士の結婚
2014年4月の田口守と三輪梓乃（田口梓乃）を始めとして、須藤悟と近内稚明（須藤稚明）、山本紳貴と山本奈知（旧姓、篠塚）、千沢大輔と大和久保美、川口聖翔と倉野由紀、野原雅也と小川美咲、佐藤健太と長澤彩、吉成晃一と中川諒子、吉田将成と小坂知子、魚屋周成と溝口香奈、中野彰人と元砂七夕美、南潤と小林彩乃（南彩乃）、田頭寛之と蓑田真璃、小原佑太と出水菜央、曽我圭佑と福田礼佳、久保田泰弘と山本知佳、酒井拳蔵と土屋珠里、平川慎太郎と三宅愛梨、寺崎浩平と内村舞織（寺崎舞織）、谷本奨輝と宮地寧々、堀僚介と大谷杏奈、黒沢征治と吉田夢姫（黒沢夢姫）、鈴木涼介と鈴木樹里、安本昇平と松本ちひろ、松本秀之介と南円佳、吉田有希と増田夕華、野崎翼と渡邉栞奈、北野良栄と岩崎ゆみこ、上野恭哉と本多優、久保光司と高木香帆（マスコミ報道などで公表されている夫婦のみ記載）、といった選手同士で結婚する例が増えている（他にも、引退後に競輪選手と結婚した者もいる）。
ガールズケイリン開始当初は男子も含め競輪では旧姓での選手登録は認められていなかった ため、松井明子や田口梓乃、須藤稚明は結婚・改姓とともに登録名の変更を行ったが、2014年9月1日から戸籍上の名前でなく旧姓でも選手登録が可能となった ため、加瀬加奈子、中川諒子、大和久保美、小坂知子、長澤彩、溝口香奈、元砂七夕美、大久保花梨（選手登録順）らのように改姓後も登録名を変更せず現役を続けている選手もいる。一方で、田仲敦子や遥山夕貴、寺崎舞織、南彩乃、黒沢夢姫らのように、現行制度下でも現姓に合わせる形で登録名の変更を行った選手もいる。

#### ママさん選手
昭和期の女子競輪でも田中和子や石村美千代など結婚後も現役を続けた選手もいたが、ガールズケイリンでは妊娠・出産後レースに復帰し、子育てをしながら現役を続ける選手も多く見られるようになっている。
妊娠が判明した場合はあっせん保留となり、以後あっせんされていたレースは全て欠場扱いとなる。
競輪においては男女ともに、理由の如何を問わず3年を超えて欠場を続けると原則として選手登録消除（強制引退扱い）するという規程があるが、女子選手に対しては2014年度から産休制度が設けられており、2023年11月末時点では32人（延べ45件）がこの制度を利用している。産休期間は出産時点を含めて最長3期（最長1年半）となっているため、3年を超えて長期欠場することも可能である。ただし、産休期間は出産時期を問わず「期」ごとでカウントされるため、例えば2023年7月（下期）に出産した場合は産休期間は2024年12月末までであるが、2023年6月（上期）に出産した場合は産休期間は2024年6月末までの実質1年程度となる。なお、疾病や怪我による欠場期間中は収入補償はない（長期にわたる場合は共済会からの僅かな補償がある）のと同様、産休中の収入補償はない。
妊娠に限らず6か月以上欠場を続けた場合は復帰試験を受けなければならず、これに合格しなければレースに復帰できないことになっている。さらに、欠場期間が2年以上に及んだ選手に対しては、「走行能力調査」に加えて「200mFTT（フライングタイムトライアル。助走ありでのスタートで計測）」による計測も実施される。この200mFTTの基準タイムは、女子は14.0秒（男子は12.8秒）と公表されている。
ガールズケイリンにおいて妊娠・出産後レースに復帰した選手は、加瀬加奈子、中川諒子、田口梓乃、大和久保美、猪頭香緒里、三宅愛梨、山本奈知、長澤彩、山路藍、福田礼佳、島田優里、溝口香奈、元砂七夕美、土屋珠里、蓑田真璃、齊藤由紀、中嶋里美、宮地寧々、南彩乃 、寺崎舞織、大久保花梨、南円佳、松本ちひろがいる（登録番号順。引退した選手も含む）。特に加瀬加奈子、長澤彩、大久保花梨、寺崎舞織は復帰後も優勝を果たしたほか、加瀬加奈子はガールズケイリン最高齢優勝記録をも更新するなど、産休前と変わらぬ活躍をしている例もある。
このほか、高松美代子と森美紀（ともに引退）、三谷尚子のように、デビュー前（養成所受験前）から既に母親となっていたケースもある。

#### 三世選手・四世選手
ガールズケイリンは開始してから20年は経っていないため母親と娘の親子でガールズケイリン選手、という例はまだないが、父親・兄弟姉妹が（引退した元選手も含めて）競輪選手、という例は多く見られている。
また、競輪自体は1948年の開始から70年以上が経過しているため、ガールズケイリン選手の中には数は少ないながらも祖父（または祖母）・父・自身とで三代続けて競輪選手、という例が幾つか見られるほか、曾祖父・祖父・父・自身とで四代続けて競輪選手、という例も見られている。
福田礼佳は後述の通り、父親のみならず祖父・祖母ともに元競輪選手で、三代続けて競輪選手となった。また、亀川史華、戸邉香奈実も父親、祖父がともに元競輪選手。ほかに、青木美保も父親と母方の祖父が元競輪選手である。
髙木萌那は、父親は現役選手の髙木和仁であるほか、母方の祖父（工藤元司郎）と曾祖父がともに元競輪選手であり、直系ではないが四代続けて競輪選手となった、ガールズケイリンでは唯一の例である（ほか、男子では川口雄太が唯一、曾祖父・祖父・父・自身とで直系で四代続けて選手となった）。

#### 師弟関係
ガールズケイリン選手も男子の選手と同様に、デビュー前（養成所受験前）から先輩である主に現役の男子選手に弟子入りして師弟関係を組み、練習に取り組んでいる。
ガールズケイリンが開始してから10年以上が経った現在では、ガールズケイリン選手の中には弟子を取る者も現れてきている。ガールズケイリン選手で初めて弟子を取ったのは梶田舞で、山本レナが引退前に指導を仰いだことで師弟関係となった。石井寛子は岡本二菜がデビュー前から指導を続け、アマチュア選手をプロにした初の師匠となった（但し現在は岡本とは師弟関係を解消している）。ほかに、弟子がアマチュア選手であるケースも含めて小坂知子、溝口香奈、加瀬加奈子、中村由香里、尾崎睦、浦部郁里らが師匠となったが、特に加瀬加奈子はガールズケイリン選手としては初めて、複数の選手を、かつ男子選手（いずれも121期の治田知也、滝本幸正、小榑佑弥）を弟子に取った。

#### 副業
ガールズケイリンを開始した当初は開催が少なく、また賞金額も少なかったため、特に1期生である102期や2期生である104期の中には、レースがない日はアルバイトで工場勤務や代行の運転手をしていた選手もいた模様。
小坂知子は元選手の加藤慎平が経営するスポーツジムでインストラクターとしても活動しているほか、加瀬加奈子は高校保健体育の教員免許を取得していたこともあり、レースの合間に通信制高校で保健体育教諭として教鞭をとっている。
それら以外で、競輪選手とは別の国家資格（業務独占資格）を持つ者として、浦部郁里は鍼灸師の、田口梓乃は行政書士と海事代理士の、それぞれ国家資格を有している。

#### 顔より太もも。
ガールズケイリンをPRするために制作された、ポスターをメインとしたビジュアル広告。『顔より太もも。』のキャッチコピーとともに、現役のガールズケイリン選手がモデルとなり、ガールズケイリン開始当初は毎年12月頃に新作が公開されていた。
第1弾
田中麻衣美
第2弾
白井美早子、加瀬加奈子、猪子真実（3人集合のものと、各人のものとで計4種類製作）
田中麻衣美、石井寛子、青木志都加（3人集合のものと、各人のものとで計4種類製作）
第3弾（2015年12月）
高木真備、小川美咲（2種類製作）
第4弾（2016年12月）
高木真備、小川美咲　※2年連続
第5弾（2017年12月）
山本レナ、元砂七夕美
- 桐島ローランド総指揮により、桐島が代表を務める（株）AVATTAの技術を駆使して製作。

第6弾（2018年12月）
児玉碧衣、太田りゆ
しかし、このキャッチコピーが「アスリートへのリスペクトから外れている」「ジェンダーの観点から不適切」という指摘が2021年の経済産業省での会合でなされたことを受け、のちこのキャッチコピーによるPRは撤去された。そのため、2018年の第6弾を最後にこのポスターは製作されていない。
このほか、特別レースのみの特製ポスターも製作されており、ガールズケイリンを題材とした漫画「閃光ライド」が起用されたりした。

#### パチスロ
コナミアミューズメントより、パチスロ（6.1号機）「～ガールズケイリン～GIフェアリーグランプリ」が2020年11月より導入された。
主人公の新人ガールズケイリン選手「武井リン」とともに、サイコロ目やレア役でサイコロを獲得し、スゴロクマップで「武井リン」を育成しながら全国の競輪場を巡って数々の実名レースに参戦、リンを育成しながら「ガールズグランプリ」制覇を目指す、というゲーム性となっている。

## リンカイ！Project
MIXIによる、女子競輪を題材にしたキャラクターコンテンツプロジェクト。
僅か15年で幕を閉じた昭和期の女子競輪が廃止されてから数十年後、「RINKAI LEAGUE（リンカイリーグ）」として復活を遂げた女子競輪を舞台に、全国の競輪場をホームバンクとする女子競輪選手のキャラクターを制作するなどして競輪の魅力を発信し、全国の競輪場を盛り上げる企画である。
2022年12月よりプロジェクトがスタート。アニメ、コミカライズを中心としたメディアミックスが展開されており、2024年4月から6月にかけてテレビアニメが放映された。
2025年3月23日に伊東温泉競輪場で行われたガールズ フレッシュクイーン（第9回ウィナーズカップ最終日）では、「リンカイ!カップ」と題した協賛レースとして行われた。

## 昭和期の女子競輪
昭和の競輪創世期には、女性のプロ競輪選手だけで行われた競輪「女子競輪」が存在し、代表的な女子選手として、奈良の田中和子や神奈川の渋谷小夜子、山口の畑田美千代などがいた。
『競輪の生みの親』とされる倉茂貞助は、競輪創設時に「競馬に対抗するためには何とか新機軸をひらかねばならん」という考えから、（ショービジネス的な側面も含めて）女を走らせなければ自転車競技に新鮮味を持たせることができない、としきりに言って女子競輪の開催にこぎつけた。
まずは103名を募集し、1948年11月、小倉競輪場での競輪初開催と同時に女子競輪もオープンレースとして開催された。倉茂は女子のレースも当初から男子のそれと同様に車券の対象としたかったが、一条信幸 に強硬に反対されたこともあり、まずは車券発売のないオープンレース（いわゆるエキシビション）としての開催となった。だが、観客からは拍手喝采で迎えられ、その反応は車券の対象となる男子の競走にも劣らないものであった。その後1949年10月に行われた第2回全国争覇競輪で正式な競輪としてのレースとなり、当初は女性の新職業として大いに脚光を浴びた。
のち日本サイクリストセンター（現在の日本競輪選手養成所）が設立されてからは、1951年の男子に続いて1952年4月に女子選手の全国一斉募集が行われ（ただし応募は25歳までという年齢制限があった）、この時は100名程度が採用され、2か月程度の期間で訓練が行われた。
女子選手の格付けは、開始当初はA級・B級の2層（当時の男子はA級・B級・C級の3層）とされた が、1951年3月の全国競輪施行者協議会の総会において、男子はA級・B級の2層とした上で、女子は男子B級待遇とすることが決まり、B級1班・2班の2班制となった。
当時の自転車はリムが木製であり、またバンク地面がセメントではなく板張りのところもあった。元選手によると、移動は夜行列車が中心で、四人が向かい合うボックス席の座席と座席の間に板を渡して、足を伸ばして寝ていたこともあった。賞金は、大卒の初任給の平均が9,000円の時代に、多い時で4万円あったという。他に優勝者には副賞として賞品もあり、18金ネックレス、着物、鶏肉、タンスなどが贈呈されたが、宅配便などなかった時代であり、荷物はすべて自分で持って帰っていたという。
開始当初は女性誌等のグラビアで取り上げられる など、多方面に話題を提供したこともあった。また、主に開設記念で年に1度「ミス・ケイリン」と題した女子選手のみでの開催が行われていたことがあり、特に京王閣競輪場では毎年「ミス・ケイリン」を開催し、そのオール女子選手による開催でも売り上げはそれ以外の普通開催にも劣らなかったことから、その企画が賞賛されたこともあった。
女子競輪においても特別競輪（現在で言うGIに相当）があり、当初は全国争覇競輪、高松宮妃賜杯競輪、全国都道府県選抜競輪、競輪祭にて女子の部が開催されていた。だが、1957年の第12回全国争覇競輪において女子の部が直前になって突如中止されて以降徐々に縮小され、競輪祭では1958年の第4回大会以降は実施されず、また全国都道府県選抜競輪でも1962年の第19回大会が最後となり、女子競輪が廃止された1964年時点では高松宮妃賜杯競輪のみとなった（各大会の優勝者はそれぞれの項目を参照のこと）。
畑田美千代が田中和子に取って代わって優勝した1956年の第11回全国争覇競輪あたりまでが女子競輪の人気のピークであった が、主に後述の理由で次第にその人気は下火となり、多くの競輪場が女子競輪の開催に及び腰となっていった。ただ中には、西宮競輪場や甲子園競輪場、福井競輪場、弥彦競輪場など晩年でも積極的に女子競輪を開催した競輪場もあったが、元選手によると、そういった女子レースを積極的に開催していたのは賞金の低い競輪場ばかりという印象が強かった。最盛期の1952年には669名もの女性選手が在籍したが、体力の限界や結婚などで引退する者が相次ぎ、選手数も1959年には394人、1961年には294人にまでその数を減らしていき、またデビュー当時18 - 19歳だった選手らも徐々に高齢化したため、晩年には「ミセス・ケイリン」とまで揶揄される有様であった。デビューする新人選手の数も大きく減り、1954年から3年間は0人で、その後1958年と1960年にそれぞれ30名程度が採用されデビューしたのが最後となった。旧日本競輪学校に入学してデビューした女子選手は332名であり、全登録者のうちおよそ1⁄3程度であった。
結果的に女子競輪の人気は長続きせず、廃止直前の1964年の時点では女子選手1人当たりの斡旋回数は1か月間で平均1回程度という有様であった。そして同年8月、末期まで残った230人の女子選手全員の登録消除が決定。9月8日に開催された名古屋競輪場でのレースが最後となり、10月31日付けで全員が選手登録消除され引退し、開始から僅か15年ほどで昭和期の女子競輪は幕を閉じた。そして翌11月に各地区の自転車競技会単位で送別会が行われ、最後まで残った女子選手全員に記念品と感謝状が贈呈された。
その後、1965年6月8日に行われた第16回高松宮杯最終日にて、かつて高松宮妃賜杯に参加した元女子選手のうち13名が招待され、近江神宮にて参拝後に座談会、閉会式では高松宮宣仁親王を囲んでの歓談と記念撮影が行われた。
女子選手が男子選手と結婚し、その子供も競輪選手になったという例としては、中野浩一、佐々木和徳・昭彦・浩三の三兄弟、大森芳明、近藤幸徳などがあげられる。共に競輪選手であった福田明・恵津子夫婦は、陽生・祐治・匡史・篤司の4人の息子が競輪選手になり、さらに篤司の息子の拓也、祐治の娘の礼佳 も競輪選手になった。特に、恵津子と礼佳は、祖母と孫娘が競輪選手という現在まで唯一の例である。大森芳明の息子、慶一・光明 や、近藤幸徳の息子、良太・龍徳もともに競輪選手となり、特に龍徳はヤンググランプリを制覇するなどトップレーサーに登り詰めている。姉妹兄弟としては西本喜美子が2人の弟が競輪選手だったことから興味を持ち、自らも選手となったことで三姉弟選手が誕生した例がある。
昭和期の女子競輪の様子と社会情勢については、2024年時点で入手可能な書籍として、元選手である原田節子（東口節子）の自伝『女子競輪物語 青春をバンクにかけて』、または『競輪文化 - 「働く者のスポーツ」の社会史』（古川岳志／著）に詳しい記述がある。そのほか、『競輪二十年史』、『競輪三十年史』（いずれも日本自転車振興会発行）などにも詳しい記述がある。このほか、昭和30年前後に発行された書籍の中には女子競輪について書かれたものも幾つかあり、それらは国立国会図書館にて閲覧が可能である（国立国会図書館の会員登録がなされていれば、データ化されている書籍についてはインターネットでの閲覧も可能）。また、フィクションの世界でも、1950年公開の映画『シミキンの無敵競輪王』（清水金一主演）では清水演じる大山長助が試作した新型自転車を女子競輪選手の梅ヶ枝ユキ（演じていたのはのち清水の再婚相手となる朝霧鏡子）にレースで試用してもらうシーンがあるほか、1956年公開の映画『女競輪王』では前田通子が演じた主人公・椎野美樹が女子競輪選手となり女子競輪で活躍する姿が描かれている。
歴代賞金女王
- 1949年：西村喜代香（大阪・26歳）　 197,000円
- 1950年：上野輝子　（福岡・17歳）　 804,200円
- 1951年：＜資料毀損のため集計不能＞
- 1952年：田中和子　（奈良・19歳） 1,852,200円（歴代最高）
- 1953年：有江美和子（長崎・19歳） 1,579,800円
- 1954年：立川玉子　（岡山・20歳） 1,633,760円
- 1955年：田中和子　（奈良・22歳） 1,585,360円
- 1956年：畑田美千代（京都・21歳） 1,339,840円
- 1957年：田中和子　（奈良・24歳） 1,179,260円
- 1958年：田中和子　（奈良・25歳） 1,523,560円
- 1959年：田中和子　（奈良・26歳） 1,550,400円
- 1960年：川崎喜登美（福岡・23歳）　 952,680円（※参加賞を含む）
- 1961年：松川光子　（香川・23歳）　 923,250円
- 1962年：中村金子　（熊本・21歳） 1,261,680円
- 1963年：川崎喜登美（山口・26歳） 1,522,570円
- 1964年：＜9月廃止のため不明。参考に、201名での平均獲得額は258,283円＞

### 女子競輪衰退の理由
昭和期の女子競輪が衰退していった理由としては
- 男子と比べれば選手の数が少ない上に、元々選手間での力の差があり過ぎてレースが堅く収まってしまうことが多かった。
  - 最後の直線でのデッドヒートはまず起きず、大概は100円台の配当であり（いわゆる「銀行レース」）、たまに本命選手が敗れる番狂わせが起これば万単位の大穴が出る[注 73]、といった状況[192] で、ファンとしては車券が買いづらくギャンブルとしての魅力が乏しかった[219]。
  - 特に田中和子の場合、判明しているだけでも「70連勝」「22連覇」という男子を大幅に上回る記録が確認できる[204]。
  - ほかにも、女子は月経（生理）などで体調管理が難しい面もあり、当時の予想屋やファンの中にはそれが気になって執拗に調べたがる者もおり[220]、予想屋の中には懇意の客に「今日●●（選手名）は生理だから来ない（連に絡まない）よ」などと囁いたりしたこともあったという。
- 施行者側が、以下の理由で女子競輪の開催を敬遠するようになった。
  - 女子選手は上記の田中や畑田などのように西日本に強豪選手が多かった一方で、比較的女子競輪の人気が高かったのは南関東など東日本であり、施行者側も人気強豪選手を呼ぶには多額の交通費を支払うことになるため、経費面がネックになっていった。また特定の地区に選手が偏っていたこと、以下のように欠場する選手も多く同一開催で毎日対戦がほぼ同じ顔触れとなることもありレースに新鮮味がなく、斡旋する側も番組編成に困難をきたしていた[221]。
  - 特に女子競輪の開始当初は「結婚資金を稼ぐため」という目的で競輪選手になった者が多く[222]、競輪選手を『副業』のように捉えていた選手もいた。そのため、「家庭の都合」などを理由に競走不参加を続ける不真面目な選手も見られるなど『プロ意識』に欠ける選手も多く、施行者側としても選手確保に頭を悩まされた。中には競走参加の意思表示をしながら前検日当日になって欠場を表明する、いわゆる"ドタキャン"する選手もおり女子のレースでは追加・補充が間に合わず欠車が相次いだことや、勝ち目がないと分かると無気力に走る選手などがおり、特にこれらについては施行者側から改善するよう要望書が出されたほどであった[223]。ただ一方で、以下のように著しく抑えられた斡旋回数に対して真剣に改善を訴える選手もおり、1961年2月には代表して7名の女子選手が当時の全選手の署名を集めた陳情書を携えて通産省（当時）などに陳情に訪れている[224]。
  - 女子競輪は八百長と誤解されるようなレースが多く見受けられた[225]。当時の競輪でも「男子B級および女子選手にして競走成績を続けて15回、出走実員数の半ば＜端数を生じた場合は切り上げ＞に達しない着位[注 74] となった場合は、登録をまっ消する」という『十五連敗制度』という現在の代謝制度に通ずる制度（日本自転車振興会登録事務細則・第十二条）があり[226]、クビがかかった選手のために協力して上位の着順に引き上げる、という『互助的な八百長』があった模様[225][227]。特に選手層が薄く全員がB級であった女子は、助け合いの横行が全選手の問題とされた[228]。実際に、1951年に初めて36名が十五連敗制度により登録消除されたことが確認できるが、翌年以降は急減し、特に1954年から1957年にかけては毎年1〜2名のみに留まり、さらに1958年以降は女子競輪が廃止されるまで該当者なしが続いた[229]。ちなみに男子も1959年に4名が対象となったのを最後に該当者はおらず[229]有名無実化したことから、この『十五連敗制度』は1968年10月にそれに取って代わる新制度を導入したことで廃止された[230]。
- 元々男子と比べて賞金体系が低く設定されていた上に、人気低下から女子競輪の開催自体が減少したため、収入面から競輪選手に対する魅力が薄れ、新たに競輪選手を目指そうとする女性が減少し新陳代謝が進まなかった。ただ、元選手によると、当時の賞金は大卒の初任給よりははるかに高額であったという[200]。
  - 1952年の佐世保競輪場での開催では、1レースで本賞金7,500円（1着）・出走賞（出走手当）1,300円から所得税と共済基金が源泉徴収され手取りは7,540円であった[231]。また、田中和子は同年に、昭和期の女子競輪では年間で歴代最高となる185万2220円を獲得した（参考に、同年の男子の賞金王であった高倉登は374万円を獲得した）[232]。
  - 各年末時点で女子選手の登録数がピークであった1952年（669名）では、女子選手の平均獲得賞金額は23万8637円であり、33万405円であった同年末の男子選手（5,063名）の平均獲得賞金額と比較してもほぼ差はない状況であった。ただ、最も平均獲得賞金額が高かった1960年（321名）でも40万9561円であり、79万9208円であった同年末の男子選手（4,089名）とは倍近い差が開いていた。廃止前年の1963年（234名）では平均40万4083円で、男子（3,989人）の82万145円とは倍以上の差となっていた（いずれも参加賞＜現在でいう日当とみられる＞を含む金額。なお、1951年と1956年については資料毀損により「不明」扱いとなっている）[229]。
- 特に、圧倒的な強さを誇ったスター選手の田中和子が引退したあと、それに代わる新しいスター選手を育てられなかった。
  - 男子は競輪が開始される以前から、古くは明治より新聞社等の主催による自転車競技大会が盛んに行われてきたため「ノンプロ（アマチュア）選手」としてそれなりの下地を積んだ選手が少なからず入ってきたが、女子は当時、自転車競技そのものに取り組む選手が皆無同然[注 75]だったため、ごく一部の選手を除いて最初から選手の質の維持に問題があった。
  - 女子のプロスポーツ選手が本格的に注目されるようになったのは、ゴルフの樋口久子、ボウリングの中山律子や須田開代子、プロレスのマッハ文朱らが出現した昭和40年代になってからであり、女子競輪が存在した頃の日本女子スポーツ界はまだオリンピックを頂点としたアマチュアスポーツ全盛の時代であり、一定の年代が訪れると概ね結婚のため現役を退いた時代でもあった[注 76]。女子競輪も『アクセサリー』のような見方をされており[233]、したがって現代のように、アマチュアスポーツからプロスポーツへの転身などほとんど考えられていなかった時代であり、高い能力を有する選手の流入に限界があった。

などが挙げられている。